# Francesca Villani
Francesca Villani (Prato, 30 maggio 1995) è una pallavolista italiana, schiacciatrice del Firenze.

## Carriera

### Club
La carriera di Francesca Villani inizia nella stagione 2013-14 quando viene ingaggiata dal San Casciano, in Serie A2, con cui conquista la promozione in Serie A1, a seguito della vittoria dei play-off promozione. Tuttavia, nell'annata successiva, resta in Serie A2, questa volta con il neopromosso Filottrano, a cui resta legata per due stagioni.
Per il campionato 2016-17 vesta la maglia dell'Hermaea di Olbia, mentre in quella seguente si accasa alla Millenium Brescia, sempre in serie cadetta: con il club bresciano vince il campionato, ottenendo la promozione in Serie A1, divisione che disputa nella stagione 2018-19 con la stessa squadra.
Nella stagione 2019-20 difende i colori dell'UYBA di Busto Arsizio, per poi passare, nella stagione 2020-21, al Chieri '76 con cui vince la WEVZA Cup 2022 e la Challenge Cup 2022-23; per il campionato 2023-24 firma per la Savino Del Bene e per quello 2024-25 per l'AGIL, aggiudicandosi la Coppa CEV. Nell'annata 2025-26 accetta l'offerta del Firenze, sempre in Serie A1.

### Nazionale
Nel 2012 è convocata nella selezione italiana under 19, aggiudicandosi il bronzo al campionato europeo, mentre l'anno successiva è in quella under 20.
Nel 2019 ottiene le prime convocazioni nella nazionale maggiore, con cui vince, nello stesso anno, la medaglia d'argento alla XXX Universiade.

## Palmarès

### Club
- Coppa Italia di Serie A2: 1

2013-14
- Coppa CEV: 1

2024-25
- Challenge Cup: 1

2022-23
- WEVZA Cup: 1

2022

### Nazionale (competizioni minori)
- Campionato europeo under 19 2012
- Montreux Volley Masters 2019
- Universiade 2019